# Goat on Fire / Wolves From the Fog
Goat on Fire / Wolves From the Fog – minialbum portugalskiego black metalowego zespołu Moonspell, wydany w 1994 roku nakładem Molon Lave Records. 7" płyta miała dwie wersje: czarny i czerwony winyl. Kod wydania to MLP 039 .

## Skład zespołu na płycie
- Langsugar T.R. - wokal
- Mantus H.G.D. - gitara prowadząca
- Malah L.L. - gitara rytmiczna
- Tetragrammaton T.M. - bas
- Nisroch O.F. - perkusja

## Lista utworów
1. Goat on Fire
2. Wolves from the Fog

Całkowity czas trwania 12:37.